# 南拳媽媽
南拳媽媽，是台灣一個創作團體，2004年在歌手周杰倫的支持推動下，他們四位好友（鍾佐泓、楊瑞代、宋健彰、詹宇豪）組成了音樂團隊“南拳媽媽”。「南拳」為周杰倫高中時期筆名，象徵創作的力量，又父母離異，將溫馨感動的力量寄予「媽媽」二字之中。

## 乐团历程
第一代南拳媽媽由鍾佐泓（巨砲）、楊瑞代（蓋瑞）、宋健彰（彈頭）、詹宇豪（宇豪）所組成，專輯作品有《南拳媽媽的夏天》。蓋瑞後來成為唱作歌手，而巨砲退團後退居幕後，成為周杰倫巡迴演唱會的音樂總監，也參與幕後口白演出，包括《鬥牛》、《爸、我回來了》、《免費教學錄影帶》等)，他們的空位由Lara及張傑替補成為第二代的南拳媽媽（由彈頭、宇豪、Lara、張傑所組成），專輯作品有《2號餐》、《調色盤》、《藏寶圖》和精選輯《南搞小孩》。Lara及張傑決定單飛後，由彈頭、宇豪成為第三代的南拳媽媽。第三代的南拳媽媽專輯作品有《決鬥巴哈》。2012年，宇豪被周杰倫指定加入團體「小宇宙」裡，《南拳媽媽》展開海外招募比賽。
2015年第四代的南拳媽媽組合成立，團員為彈頭、洪言翔、嚴正嵐、曹景豪。其中由製作人李天龍在2014年初選出第一位加入的成員曹景豪，並在當年暑假舉辦「尋找南拳媽媽接班人」海選，選入洪言翔。曹景豪則於2015年以南拳媽媽新成員身分參加第四季《中国好声音》盲選獲得庾澄慶、那英轉身，最終成為哈林戰隊的成員。在2014年底的台北市長選戰新聞中，南拳媽媽製作人看到嚴正嵐在電視上的演出表演後，藉由董事長樂團的介紹將其選入，2016年底因為嚴正嵐戲劇演出的關係，無法參與南拳的活動，所以2017年2月新加入陳羽緁為新一代南拳的女主唱，南拳媽媽2017年的組合正式確定。
2015年3月7日和8日是新一代的南拳媽媽的第一場公開活動（HBL總冠軍賽）。洪言翔、嚴正嵐、曹景豪三位南拳媽媽新成員於5月16日台北三創園區開幕活動演唱。6月19日三位新成員在台北公館的Pipe舉辦了首場售票演唱會。6月27日新一代的南拳媽媽全員組合在北京的國圖藝術中心舉辦首場售票演唱會「U-Music南拳媽媽Live演唱會」，並邀請第一代成員中的Gary蓋瑞（楊瑞代）當演唱會嘉賓合唱。
2016年推出《拳新出擊》專輯，宣告南拳媽媽正式回歸華語歌壇，2016年底南拳媽媽女主唱更替為陳羽緁，自2017年，南拳媽媽組成團員以彈頭（宋健彰）、洪言翔、曹景豪、陳羽緁四人組合形式活動至今，並於2017年至2023年陸續發行《奇蹟》、《一瞥餘光》、《聖誕夜的雪》、《深深》、《計劃重逢》音樂作品。
2006年3月，南拳媽媽團員「彈頭」涉違法獵魚，在綠島用魚槍捕鸚哥魚，警著手調查「南拳媽媽」藝人彈頭日前到綠島浮潛時，疑違法使用魚槍獵魚，破壞海洋生態資源，事後還將戰利品照片公布在網站上，引起潛水愛好者撻伐。
2022年10月，南拳媽媽離團成員宣佈以“南拳媽媽X”發行單曲。張傑也在微博發表貼文說，X代表新的力量，新的開始；他也說自己與詹宇豪、彈頭、LARA都有為單曲合體的共識，此次以“南拳媽媽X”的名字回歸歌壇，是因為X除了有重磅回歸的感覺，也是英文“feat”的意思，代表了南拳媽媽會和其他音樂人合作。詹宇豪則透露，“南拳媽媽X”回歸後，不僅會出專輯，也會開演唱會、運營社交媒體平台，以便和年輕歌迷交流。
2023年3月，南拳媽媽（彈頭、洪言翔、曹景豪、陳羽緁）與手遊遊戲「三國殺」推出合作單曲《計劃重逢》。
2023年8月，南拳媽媽（張傑、LARA、宇豪）時隔15年終於復出，推出單曲《我回來了》並起跑同名巡演。
2024年6月，陳羽緁、洪言翔因約滿退出，Freya加入。

## 成員資料

### 組合成員
| 成員列表 | 成員列表       | 成員列表     |
| 名字     | 生日           | 備註         |
| -------- | -------------- | ------------ |
| 詹宇豪   | 1981年10月3日  | 藝名「宇豪」 |
| 梁心頤   | 1988年5月2日   | 藝名「Lara」 |
| 張傑     | 1982年6月12日  |              |
| 宋健彰   | 1980年12月20日 | 藝名「彈頭」 |
| 離隊成員 |                |              |
| 曹景豪   | 1991年2月17日  |              |
| 鐘佐泓   | 1974年3月10日  | 藝名「巨砲」 |
| 楊瑞代   | 1973年4月20日  | 藝名「蓋瑞」 |
| 嚴正嵐   | 1989年5月16日  |              |
| 洪言翔   | 1989年3月2日   |              |
| 陳羽緁   | 1993年1月24日  |              |
| Freya    |                |              |

## 音樂作品

### 正規專輯
| 專輯 # | 專輯名稱                      | 專輯類型 | 發行公司                    | 發行日期      | 曲目 |
| ------ | ----------------------------- | -------- | --------------------------- | ------------- | --- |
| 1st    | 南拳媽媽的夏天                | 大碟     | 阿爾發音樂 台灣索尼音樂娛樂 | 2004年5月11日 | 曲目 CD 1. 小時候 2. 香草把噗 3. 瓦解 4. 白色裂痕 5. 嘻遊記 6. 哈里路亞 7. 紐約 8. 夜鐘 9. 說你需要我 10. 家 11. 重返榮耀 |
| 2nd    | 2號餐                         | 大碟     | 阿爾發音樂 台灣索尼音樂娛樂 | 2005年8月12日 | 曲目 CD 1. 破曉 2. 消失 3. What Can I Do 4. 野東西 5. 牡丹江 6. 原來 7. 橘子汽水 8. 最後一枚笑容 9. 拂夜 10. 寫給巧克力的歌 11. 吃你煮的魚 12. Angel's Hero                                                                                                  |
| 2nd    | 2號餐 （影音升級版）          | 大碟     | 阿爾發音樂 台灣索尼音樂娛樂 | 2005年9月13日 | 曲目 CD 1. 破曉 2. 消失 3. What Can I Do 4. 野東西 5. 牡丹江 6. 原來 7. 橘子汽水 8. 最後一枚笑容 9. 拂夜 10. 寫給巧克力的歌 11. 吃你煮的魚 12. Angel's Hero VCD 1. 破曉 2. What Can I Do 3. 牡丹江                                                           |
| 3rd    | 調色盤                        | 大碟     | 阿爾發音樂 台灣索尼音樂娛樂 | 2006年5月26日 | 曲目 CD 1. Tonight 2. 悄悄告訴她 3. 初戀粉色系 4. 花戀蝶 5. 人魚的眼淚 6. 槍與玫瑰 7. 時間若倒退 8. Good Bye ，Good Luck 9. 水晶蜻蜓 10. 回你身邊 11. 第二個爸爸 12. 離家不遠                                                                                |
| 3rd    | 調色盤 （影音加值搖滾盤）     | 大碟     | 阿爾發音樂 台灣索尼音樂娛樂 | 2006年7月7日  | 曲目 CD 1. Tonight 2. 悄悄告訴她 3. 初戀粉色系 4. 花戀蝶 5. 人魚的眼淚 6. 槍與玫瑰 7. 時間若倒退 8. Good Bye ，Good Luck 9. 水晶蜻蜓 10. 回你身邊 11. 第二個爸爸 12. 離家不遠 13. Rock 14. 闇奏 VCD 1. Rock 2. Tonight 3. 離家不遠 4. 槍與玫瑰 5. 初戀粉色系 |
| 4th    | 藏寶圖                        | 大碟     | 阿爾發音樂 台灣索尼音樂娛樂 | 2007年7月20日 | 曲目 CD 1. 湘南海鷗 2. 笑著流淚 3. 無瑕 4. 公主戀愛手冊 5. 不該結束 6. Here We Go（Rap：MC HotDog-姚中仁） 7. 我們 8. 時空列車 9. 泡沫 10. 順時鐘 |
| 4th    | 藏寶圖 （拳力出擊影音珍藏版） | 大碟     | 阿爾發音樂 台灣索尼音樂娛樂 | 2007年8月31日 | 曲目 CD 1. 湘南海鷗 2. 笑著流淚 3. 無瑕 4. 公主戀愛手冊 5. 不該結束 6. Here We Go（Rap：MC HotDog-姚中仁） 7. 我們 8. 時空列車 9. 泡沫 10. 順時鐘 DVD 1. 湘南海鷗 2. 笑著流淚 3. 不該結束 4. Here We Go 5. 無瑕                                              |
| 5th    | 決鬥巴哈                      | 大碟     | 阿爾發音樂 台灣索尼音樂娛樂 | 2010年7月8日  | 曲目 CD 1. 決鬥巴哈 2. 宅男的夏天 3. 愛你‧離開你（電視劇"熊貓人"片尾曲（中天版）） 4. 再陪我看一次 5. 趕快認錯 6. 河流‧午後‧我經過 7. 風雪梧桐 8. I am so crazy 9. 可苦可樂 10. 熊貓人（電視劇"熊貓人"主題曲）                                               |
| 6th    | 拳新出擊                      | 大碟     | 種子音樂                    | 2016年5月9日  | 曲目 CD 1. 東山再起 2. 心中的太陽 3. 一個宇宙 4. 環繞世界一周 5. 孤單遊戲 6. 誰是你好朋友 7. 逆襲 8. Oh Yeah 9. 時差 10. 最美的女孩 11. 愛你一夜 |

### 精選專輯
| 專輯 # | 專輯名稱               | 專輯類型 | 發行公司                    | 發行日期      | 曲目 |
| ------ | ---------------------- | -------- | --------------------------- | ------------- | --- |
| 1st    | 南搞小孩 （新歌+精選） | 大碟     | 阿爾發音樂 台灣索尼音樂娛樂 | 2008年7月25日 | 曲目 CD1 1. 再見小時候 2. 妳不像她 - 宇豪、彈頭 獨唱 3. 下雨天 - Lara梁心頤 獨唱 4. 淚妝 - 張傑 獨唱 5. 香草把噗 6. 悄悄告訴她 7. 橘子汽水 8. 我們 9. 離家不遠 10. 消失 11. 闇奏 12. Here We Go 13. 牡丹江 CD2 1. Tonight 2. 不該結束 3. 破曉 4. What Can I Do 5. 槍與玫瑰 6. 初戀粉色系 7. 笑著流淚 8. 水晶蜻蜓 9. 湘南海鷗 10. 第二個爸爸 11. 吃妳煮的魚 12. 小時候 |

### 單曲
| 單曲名稱   | 單曲類型 | 發行公司          | 發行日期       | 曲目                        |
| ---------- | -------- | ----------------- | -------------- | --------------------------- |
| 眼鏡寶貝   | 單曲     | 阿爾發音樂        | 2009年1月      | 曲目 1. 眼鏡寶貝            |
| 奇蹟       | 單曲     | 種子音樂          | 2017年12月18日 | 曲目 1. 奇蹟                |
| 著涼       | 單曲     | 種子音樂          | 2018年6月      | 曲目 數位單曲 1. 著涼       |
| 一瞥餘光   | 單曲     | 種子音樂          | 2019年5月13日  | 曲目 數位單曲 1. 一瞥餘光   |
| 聖誕夜的雪 | 單曲     | 北京昌禾文化      | 2019年12月25日 | 曲目 數位單曲 1. 聖誕夜的雪 |
| 同一個氣息 | 單曲     |                   | 2020年3月19日  | 曲目 數位單曲 1. 同一個氣息 |
| 深深       | 單曲     | 奇妙音符&音炬文化 | 2022年9月29日  | 曲目 數位單曲 1. 深深       |
| 我回來了   | 單曲     | 秘密音樂          | 2022年11月17日 | 曲目 數位單曲 1. 我回來了   |
| 計劃重逢   | 單曲     | 種子音樂          | 2023年3月3日   | 曲目 數位單曲 1. 計劃重逢   |
| 你的步頻   | 單曲     | 秘密音樂          | 2023年8月10日  | 曲目 數位單曲 1. 你的步頻   |

## 主持節目
- 2006年 東風衛視娛樂在亞洲(週一至週四)(已停播)
- 2010年 年代綜合台週末瘋神榜（每週六21:00）

## 演出作品

### 電視劇
- 熊貓人，宇豪、弹头參與演出
- 愛情經紀約，Lara參與演出
- 惡作劇之吻，張傑客串演出
- 給愛麗絲的奇蹟，Lara參與演出
- 料理高校生，洪言翔參與演出
- 只為你停留，嚴正嵐參與演出
- 花甲男孩轉大人，嚴正嵐參與演出
- 銀河公寓，嚴正嵐參與演出

### 長篇電影
- 不能說的·秘密，宇豪、弹头、張傑參與演出
- 天台，弹头參與演出，宇豪、張傑客串演出
- 等一個人咖啡，洪言翔參與演出

### MV

#### 組合時期
2004年  南拳媽媽的夏天
1. 小時候 - 周杰倫 參與演出
2. 香草把噗
3. 白色裂痕
4. 家

2005年  2號餐
1. 破曉
2. 消失
3. What Can I Do
4. 牡丹江
5. 橘子汽水- 周杰倫 參與演出兼導演

2006年  調色盤
1. Tonight
2. 悄悄告訴他
3. 初戀粉色系 MV - 杜詩梅 參與演出
4. 槍與玫瑰
5. 離家不遠
6. Rock

2007年  藏寶圖
1. 湘南海鷗 - 南拳媽媽全體主演 夏日海灘挑戰舞蹈全紀錄
2. 笑著流淚 - 張傑帥氣演出+Lara一人分飾二角 演技默契大考驗
3. 無瑕 - 宇豪+Lara擔綱主演 兩小無猜的感人情節
4. 不該結束 - 彈頭獨挑大樑 運用全黑白畫面 更顯此曲悲痛動人之處
5. Here We Go - 南拳媽媽+MC Hot Dog 友情合作搖滾嘻哈的視覺呈現

2008年  南搞小孩(新歌+精選)
1. 再見小時候
2. 妳不像她 - 周杰倫親自操刀製作，宇豪、彈頭與女模演出
3. 下雨天
4. 淚妝

2009年  眼鏡寶貝
1. 眼鏡寶貝

2010年  決鬥巴哈
1. 決鬥巴哈
2. 愛你‧離開你
3. 趕快認錯
4. 河流‧午後‧我經過
5. 風雪梧桐

2016年  拳新出擊
1. 東山再起
2. 心中的太陽
3. 一個宇宙
4. 愛你一夜

2017年  奇蹟
1. 奇蹟

#### 其他歌手MV
- 溫嵐與彈頭(宋建彰)的《海灘》，弹头 參與RAP及演出
- 鄔禎琳的《偶爾哭一場》，宇豪 參與演出
- 鄔禎琳的《夏天的秘密》，宇豪 參與演出
- 周杰倫的《麥芽糖》，宇豪、弹头、张傑 參與演出
- 周杰倫與梁心頤的《珊瑚海》，Lara參與出演
- 周杰倫的《夜的第七章》 宇豪 饰演侦探的小助手，弹头 饰演嫌疑犯
- 周杰倫的《退後》，弹头、张傑 饰演小流氓
- 周杰倫與梁心頤的《蛇舞》，Lara 饰演蛇舞娘
- 周杰倫與楊瑞代的《流浪詩人》（演唱会MV），Gary 參與演出
- 周杰倫的《稻香》，Gary 參與演出
- 周杰倫與楊瑞代的《愛的飛行日記》（演唱会MV），Gary 參與演出
- 周杰倫的《公公偏頭痛》，巨砲 饰演明朝皇帝
- 周杰倫、楊瑞代與梁心頤的《比較大的大提琴》，Lara和Gary 參與演出
- 周杰倫的《大笨鐘》，Lara 參與演出
- 周杰倫與楊瑞代的《我要夏天》，Gary 參與演出
- 周杰倫的《鞋子特大號》，巨砲 參與演出
- 周杰倫的《聽爸爸的話》，宇豪 飾演男主角

## 得獎與入圍
1. 第一屆華眾曲寵TVBS華語金曲榜 最具潛力團體獎
2. 2006年 第17屆金曲獎 入圍 最佳演唱組合獎 《2號餐》
3. 2007年 第18屆金曲獎 入圍 最佳演唱組合獎 《調色盤》
4. 2008年 第19屆金曲獎 入圍 最佳演唱組合獎 《藏寶圖》

## 演唱会
| 举办时间           | 場次               | 城市               | 地點                           | 備註               |
| 我回来了巡回演唱会 | 我回来了巡回演唱会 | 我回来了巡回演唱会 | 我回来了巡回演唱会             | 我回来了巡回演唱会 |
| ------------------ | ------------------ | ------------------ | ------------------------------ | ------------------ |
| 2024/05/17         | 中国大陆           | 成都               | QIAO翘音乐营地                 |                    |
| 2024/05/19         | 中国大陆           | 贵阳               | Kai Livehouse                  |                    |
| 2024/05/24         | 中国大陆           | 合肥               | 奕空间                         |                    |
| 2024/05/26         | 中国大陆           | 苏州               | 山丘LIVEHOUSE（红唐店）        |                    |
| 2024/06/14         | 中国大陆           | 厦门               | 福馆                           |                    |
| 2024/06/16         | 中国大陆           | 泉州               | 伍柒星球                       |                    |
| 2024/06/21         | 中国大陆           | 珠海               | 对白SPACE                      |                    |
| 2024/06/23         | 中国大陆           | 佛山               | ALSOLIVE                       |                    |
| 2024/07/12         | 中国大陆           | 武汉               | 不晚IN Time live               |                    |
| 2024/07/19         | 中国大陆           | 青岛               | 青岛凤凰之声大剧院             |                    |
| 2024/07/21         | 中国大陆           | 济南               | 济南Caper Land麻雀之地音乐现场 |                    |
| 2024/07/27         | 中国大陆           | 天津               | 大麦66Livehouse                |                    |
| 2024/08/02         | 中国大陆           | 郑州               | 橙空间Orange Space             |                    |
| 2024/08/23         | 中国大陆           | 南宁               | 福馆Full House南宁店           |                    |
| 2024/08/24         | 中国大陆           | 南宁               | 福馆Full House南宁店           |                    |
| 2024/09/06         | 中国大陆           | 昆明               | Modern Sky Lab                 |                    |
| 2024/09/08         | 中国大陆           | 重庆               | PHASE 蜚聲LIVEHOUSE            |                    |
| 2024/09/21         | 中国大陆           | 嘉兴               | 536艺术空间（中山电影院）      |                    |
| 2024/10/17         | 马来西亚           | 吉隆坡             | Zepp Kuala Lumpur              |                    |
| 2025/1/11          | 澳門               | 澳門               | 澳門威尼斯人，威尼斯人劇場     |                    |
| 再见小时候         |                    |                    |                                |                    |
| 2025/7/12          | 中国大陆           | 上海               | 回响之地 Music Park            |                    |

## 外部連結
- 南拳媽媽的Facebook專頁
- 洪言翔Facebook
- 陳羽緁Facebook
- 曹景豪的Facebook專頁
- 南拳媽媽的哔哩哔哩个人空间
- 南拳妈妈二代的哔哩哔哩个人空间
- 南拳妈妈二代的新浪微博
- 南拳媽媽的新浪微博